# Luigi Comencini
Luigi Comencini (8. června 1916, Salò – 6. dubna 2007, Řím) byl italský filmový režisér a scenárista, otec filmové scenáristky a režisérky Cristiny Comenciniové (* 1956) a producentky Paoly Comenciniové. Film dcery Cristiny La bestia nel cuore byl nominován na Oscara 2006 pro nejlepší neanglicky mluvený film.
Architekturu vystudoval v Paříži, ale od mládí byl vášnivým filmovým fanouškem. Už roku 1937 založil společně s Mariem Ferrarim a Albertem Lattuadou první italský filmový archív – Cineteca Italiana, později byl jeho dlouholetým prezidentem. Během své filmové dráhy spolupracoval s řadou známých italských i zahraničních herců, např. Vittorio Gassmanem, Marcellem Mastroiannim, Ginou Lollobrigidou, Alberto Sordim či Vittoriem De Sicou.

## Život a dílo
Vyšel z tradice italského neorealismu, začínal se sociálně laděnými snímky. Proslulost ale získal především dvojicí komedií o strážnících z jihu Itálie Chléb, láska a fantazie (1953) a Chléb, láska a žárlivost s vynikajícími výkony Giny Lollobrigidy v roli chudé a prosté vesnické dívky a režiséra Vittoria De Sicy jako zamilovaného stárnoucího velitele strážníků. O tomto diptychu se však v italské filmové kritice hovoří již jako o vzdálení neorealistickým tradicím. Třetí díl, plánovaný na rok 1955, už Comencini i Lollobrigida točit odmítli (natočil jej jiný režisér se Sofií Lorenovou).
Roku 1963 natočil milostné drama Bubovo děvče s Claudií Cardinalovou v hlavní roli venkovské dívky Mary Castelluciové, jež zachovává věrnost svému milému (G. Charikis) navzdory jeho dlouholetému věznění.
Mezi nejvýznamnější díla patří film Incompreso z roku 1966 o chlapci, který se musí vyrovnávat se smrtí matky. Populární byla satirická komedie Bože, jak hluboko jsem klesla! (1974) s Laurou Antonelliovou v roli sicilské markýzy Eugenie z Maqueda. Roku 1975 hrála v jeho filmu Paní z neděle hlavní roli Jacqueline Bissetová, v roce 1978 režíroval Annie Girardotovou ve filmu Silnice Řím-Neapol neprůjezdná!. Často byl označován jako dětský režisér, protože jeho filmy pro děti byly velice populární. Mezi nimi vynikla Pinocchiova dobrodružství (Le Avventure di Pinocchio, 1972), u nás promítaný jako Panáček ze dřeva. V roli dobromyslné víly se objevila v jeho filmu po letech Gina Lollobrigida. Roku 1988 převedl na filmové plátno Pucciniho operu Bohéma.
V roce 1991 byl členem poroty na Mezinárodním filmovém festivalu v Benátkách. Celkem měl čtyři dcery, zemřel po dlouhé těžké nemoci.

## Filmografie

### Režie
- Děti ve městě (Bambini di città), 1946
- Krást zakázáno (Proibito rubare) 1948 (SC)[1]
- L' Imperatore di Capri, 1949 (SC)
- L' Ospedale del delitto, 1950
- Persiane chiuse, 1950
- Heidi, 1951
- Chléb, láska a fantazie (Pane, amore e fantasia), 1953 (SC)
- Kufr snů (La Valigia dei sogni), 1953 (SC)
- La Tratta delle bianche, 1953 (SC)
- Chléb, láska a žárlivost (Pane, amore e gelosia), 1954 (SC)
- La Bella di Roma, 1955 (SC)
- Okno na lunapark (La Finestra sul Luna Park), 1956 (SC)
- Mariti in cittááááá, 1957 (SC)
- Mogli pericolose, 1958 (SC)
- Le Sorprese dell' amore, 1959 (SC)
- Und das am Montagmorgen, 1959 (SC)
- Všichni domů (Tutti a casa), 1960 (SC)
- Jízda na tygru (A cavallo della tigre), 1961 (SC)
- Il Commisario, 1962
- Bubovo děvče (La Ragazza di Bube), 1963 (SC)
- Moje žena (La Mia signora), 1964 (SC)
- Tre notti d' amore, 1964
- Le Bambole, 1965
- La Bugiarda, 1965 (SC)
- Il Compagno Don Camillo, 1965
- Incompreso, 1966
- Italian Secret Service, 1968 (SC)
- Infanzia, vocazione e prime esperienze di Giacomo Casanova, veneziano, 1969 (SC)
- Nevím o nic víc (Senza sapere niente di lei), 1969 (SC)
- Le Avventure di Pinocchio (TV seriál), 1971 (SC)
- Vysoká karetní hra (Lo Scopone scientifico), 1972
- Bože, jak hluboko jsem klesla! (Mio Dio come sono caduta in basso!), 1974 (SC)
- Zločin z lásky (Delitto d'amore), 1974 (SC)
- Basta che non si sappia in giro!..., 1976
- Paní z neděle (La Donna della domenica), 1976
- Quelle strane occasioni, 1976
- Signore e signori, buonanotte, 1976 (SC)
- Kočka (Il Gatto), 1977
- Silnice Řím – Neapol neprůjezdná! (L' Ingorgo – Una storia impossibile), 1978 (SC)
- Voltati Eugenio, 1980
- Cercasi Gesù, 1982 (SC)
- Il Matrimonio di Caterina (TV film), 1982
- Cuore, 1985
- Příběh (La Storia), 1985 (SC)
- Un Ragazzo di Calabria, 1987 (SC)
- La Bohème, 1988
- Buon Natale... Buon anno, 1989 (SC)
- Marcellino, 1991 (SC)

### Dokumentární režie
- La Novelletta, 1937
- L' Ospedale del delitto, 1956
- "Les Franccais vus par" (TV seriál), 1988

### Scénáře
(kromě filmů, které Comencini současně režíroval)
- La Primadonna, 1943 (také asistent režie)
- Daniele Cortis, 1947
- Il Mulino del Po, 1949
- La Cittaaaaa si difende, 1951
- Il Segno di Venere, 1955

### Filmové role
- "Les Français vus par" (TV seriál), 1988 (role neurčena)

## Ocenění
- 1947 – Bambini di città, Silver Ribbon – Cena Syndikátu italských filmových novinářů za nejlepší dokument
- 1954 – Chléb, láska a fantazie (Pane, amore e fantasia), vítězství Zlatý medvěd, Berlín
- 1957 – La Finestra sul Luna Park, nominace Zlatý medvěd, Berlín
- 1959 – Und das am Montagmorgen, nominace Zlatý medvěd, Berlín
- 1961 – Všichni domů (Tutti a casa), zvláštní cena Mezinárodní filmový festival Moskva
- 1961 – Všichni domů, nominace Velká cena MFF Moskva
- 1963 – Bubovo děvče (La Ragazza di Bube), nominace Zlatý medvěd, Berlín
- 1967 – Incompreso, nominace Zlatá palma, Cannes
- 1974 – Zločin z lásky (Delitto d' amore), nominace Zlatá palma, Cannes
- 1979 – Silnice Řím – Neapol neprůjezdná (L' Ingorgo – Una storia impossibile), nominace Zlatá palma, Cannes
- 1981 – Cena Nocciola d' Oro na Giffoni Film Festival
- 1982 – Cercasi Gesù, Silver Ribbon – Cena Syndikátu italských filmových žurnalistů za nejlepší scénář
- 1986 – Cena Pietra Bianchiho, MFF Benátky
- 1987 – Cena za celoživotní dílo MFF Benátky